# Spațiu Hausdorff
În topologie și ramurile înrudite ale matematicii, un spațiu Hausdorff (/ˈhaʊsdɔːrf/, /ˈhaʊsdɔːrf/), spațiu T2 sau spațiu separat, este un spațiu topologic în care punctele distincte au vecinătăți disjuncte. Dintre numeroasele axiome de separare care pot fi impuse unui spațiu topologic, „condiția Hausdorff” (T2) este cea mai des folosită și discutată. Aceasta implică unicitatea limitelor de șiruri, șiruri generalizate și filtre.
Spațiile Hausdorff sunt numite după Felix Hausdorff, unul dintre fondatorii topologiei. Definiția originală a spațiului topologic dată de Hausdorff (în 1914) includea condiția Hausdorff ca axiomă.

## Definiții

Punctele x și y, separate prin vecinătățile lor respective U și V.

Puncte {\displaystyle x} și {\displaystyle y} dintr-un spațiu topologic {\displaystyle X} pot fi separate prin vecinătăți dacă există o vecinătate {\displaystyle U} a lui {\displaystyle x} si o vecinătate {\displaystyle V} a lui {\displaystyle y} astfel încât {\displaystyle U} și {\displaystyle V} să fie disjuncte {\displaystyle (U\cap V=\varnothing )}. {\displaystyle X} este un spațiu Hausdorff dacă oricare două puncte distincte din {\displaystyle X} sunt separate prin vecinătăți. Această condiție este a treia axiomă de separare (după T0 și T1), motiv pentru care spațiile Hausdorff sunt numite și spații T2. Se mai folosește și denumirea de spațiu separat.
O noțiune înrudită, dar mai slabă, este aceea de spațiu preregulat. {\displaystyle X} este un spațiu preregulat dacă oricare două puncte distinse topologic pot fi separate prin vecinătăți disjuncte. Un spațiu preregulat se mai numește și spațiu R1.
Relația dintre aceste două condiții este următoarea. Un spațiu topologic este Hausdorff dacă și numai dacă este atât preregulat (adică punctele distinse topologic sunt separate prin vecinătăți), cât și Kolmogorov (adică punctele distincte sunt distinse topologic). Un spațiu topologic este preregulat dacă și numai dacă spațiul Kolmogorov factor este Hausdorff.

## Echivalențe
Pentru un spațiu topologic {\displaystyle X}, următoarele afirmații sunt echivalente:
- {\displaystyle X} este un spațiu Hausdorff.
- Limitele șirurilor generalizate din {\displaystyle X} sunt unice.[3]
- Limitele filtrelor pe {\displaystyle X} sunt unice.[3]
- Orice mulțime singleton {\displaystyle \{x\}\subset X} este egală cu intersecția tuturor vecinătăților închise ale lui {\displaystyle x}.[4] (O vecinătate închisă a lui {\displaystyle x} este o mulțime închisă care conține o mulțime deschisă ce îl conține pe {\displaystyle x}.)
- Diagonala {\displaystyle \Delta =\{(x,x)\mid x\in X\}} este închisă ca o submulțime a spațiului produs {\displaystyle X\times X}.
- Orice injecție de la spațiul discret cu două puncte la {\displaystyle X} are proprietatea de ridicare în raport cu aplicația de la spațiul topologic finit cu două puncte deschise și un punct închis la un singur punct.

## Exemple și contraexemple de spații Hausdorff
Aproape toate spațiile întâlnite în analiză sunt Hausdorff; cel mai important, numerele reale (în raport cu topologia metrică standard pe numere reale) formează un spațiu Hausdorff. Mai general, toate spațiile metrice sunt Hausdorff. De fapt, multe spații utilizate în analiză, cum ar fi grupurile topologice și varietățile topologice, au condiția Hausdorff menționată explicit în definițiile lor.
Un exemplu simplu de topologie care este T1, dar nu este Hausdorff este topologia cofinită definită pe o mulțime infinită, la fel ca topologia conumărabilă definită pe o mulțime nenumărabilă.
Spațiile pseudometrice de obicei nu sunt Hausdorff, dar sunt preregulate, iar utilizarea lor în analiză apare de obicei numai în construcția spațiilor gauge Hausdorff. Într-adevăr, atunci când analiștii dau de un spațiu care nu este Hausdorff, acesta este probabil cel puțin preregulat, și atunci pur și simplu îl înlocuiesc cu spațiul Kolmogorov factor, care este Hausdorff.
În schimb, spațiile nepreregulate sunt întâlnite mult mai des în algebra abstractă și geometria algebrică, în special ca topologia Zariski pe o varietate algebrică sau spectrul unui inel. Ele apar, de asemenea, în teoria modelelor logicii intuiționiste: fiecare algebră Heyting completă este algebra mulțimilor deschise ale unui spațiu topologic, dar acest spațiu nu trebuie să fie neapărat preregulat, cu atât mai puțin Hausdorff și, de obicei, nu este niciunul. Conceptul înrudit de domeniu Scott constă, de asemenea, din spații nepreregulate.
În timp ce existența unor limite unice pentru șiruri generalizate și filtre convergente implică faptul că un spațiu este Hausdorff, există spații T1 care nu sunt Hausdorff în care fiecare secvență convergentă are o limită unică. Astfel de spații sunt numite spații US. Pentru spațiile secvențiale, această noțiune este echivalentă cu a fi slab Hausdorff.

## Proprietăți
Subspațiile și produsele de spații Hausdorff sunt Hausdorff, dar spațiile factor ale spațiilor Hausdorff nu sunt neapărat Hausdorff. De fapt, fiecare spațiu topologic poate fi realizat drept cât al unui spațiu Hausdorff.
Spațiile Hausdorff sunt T1, ceea ce înseamnă că orice singleton este o mulțime închisă. În mod similar, spațiile preregulate sunt R0. Fiecare spațiu Hausdorff este un spațiu Sober, deși reciproca nu este în general adevărată.
O altă proprietate a spațiilor Hausdorff este că fiecare mulțime compactă este o mulțime închisă. Pentru spațiile non-Hausdorff, se poate ca fiecare mulțime compactă să fie o mulțime închisă (de exemplu, topologia conumărabilă pe o mulțime nenumărabilă) sau nu (de exemplu, topologia cofinită pe o mulțime infinită și spațiul Sierpiński).
Definiția unui spațiu Hausdorff spune că punctele pot fi separate prin vecinătăți. Se dovedește că acest lucru implică ceva care este aparent mai puternic: într-un spațiu Hausdorff fiecare pereche de mulțimi compacte disjuncte poate fi de asemenea separată prin vecinătăți, cu alte cuvinte există o vecinătate a unei mulțimi și o vecinătate a celeilalte astfel încât cele două vecinătăți să fie disjuncte. Acesta este un exemplu de regulă generală conform căreia mulțimile compacte se comportă adesea ca puncte.
Condițiile de compactitate împreună cu preregularitatea implică adesea axiome de separare mai puternice. De exemplu, orice spațiu preregulat local compact este complet regulat. Spațiile preregulate compacte sunt normale, ceea ce înseamnă că ele satisfac lema lui Urysohn și teorema de extindere a lui Tietze și au partiții ale unității subordonate învelitorilor deschise local finite. Versiunile Hausdorff ale acestor afirmații sunt: orice spațiu Hausdorff local compact este Tychonoff, și orice spațiu Hausdorff compact este Hausdorff normal.
Următoarele rezultate sunt câteva proprietăți tehnice privind aplicațiile (continue sau nu) către și dinspre spațiile Hausdorff.
Fie {\displaystyle f:X\to Y} o funcție continuă și presupunem că {\displaystyle Y} este Hausdorff. Atunci graficul lui {\displaystyle f}, {\displaystyle \{(x,f(x))\mid x\in X\}}, este o submulțime închisă a lui {\displaystyle X\times Y}.
Fie {\displaystyle f:X\to Y} o funcție și fie {\displaystyle \ker(f)\triangleq \{(x,x')\mid f(x)=f(x')\}} nucleul său considerat ca un subspațiu al lui {\displaystyle X\times X}.
- Dacă {\displaystyle f} este continuă și {\displaystyle Y} este Hausdorff, atunci {\displaystyle \ker(f)} este o mulțime închisă.
- Dacă {\displaystyle f} este o surjecție deschisă și {\displaystyle \ker(f)} este o mulțime închisă, atunci {\displaystyle Y} este Hausdorff.
- Dacă {\displaystyle f} este o surjecție continuă, deschisă (adică o aplicație factor deschisă) atunci {\displaystyle Y} este Hausdorff dacă și numai dacă {\displaystyle \ker(f)} este o mulțime închisă.

Dacă {\displaystyle f,g:X\to Y} sunt aplicații continue și {\displaystyle Y} este Hausdorff, atunci egalizatorul {\displaystyle {\mbox{eq}}(f,g)=\{x\mid f(x)=g(x)\}} este o mulțime închisă {\displaystyle X}. Rezultă că dacă {\displaystyle Y} este Hausdorff, iar {\displaystyle f} și {\displaystyle g} sunt egale pe o submulțime densă a lui {\displaystyle X}, atunci {\displaystyle f=g}. Cu alte cuvinte, funcțiile continue în spațiile Hausdorff sunt determinate de valorile lor pe submulțimi dense.
Fie {\displaystyle f\colon X\to Y} o surjecție închisă astfel încât {\displaystyle f^{-1}(y)} este compact pentru orice {\displaystyle y\in Y}. Atunci dacă {\displaystyle X} este Hausdorff, la fel este și {\displaystyle Y}.
Fie {\displaystyle f\colon X\to Y} o aplicație factor cu {\displaystyle X} un spațiu Hausdorff compact. Atunci următoarele afirmații sunt echivalente:
- {\displaystyle Y} este Hausdorff.
- {\displaystyle f} este o aplicație închisă.
- {\displaystyle \ker(f)} este o mulțime închisă.

## Preregularitate versus regularitate
Toate spațiile regulate sunt preregulate, la fel ca toate spațiile Hausdorff. Există multe rezultate pentru spații topologice care sunt valabile atât pentru spațiile regulate, cât și pentru spațiile Hausdorff. De cele mai multe ori aceste rezultate sunt valabile pentru toate spațiile preregulate; ele au fost enumerate separat pentru spații regulate și Hausdorff, deoarece ideea de spații preregulate a apărut mai târziu. Pe de altă parte, acele rezultate care sunt cu adevărat despre regularitate nu se aplică în general și spațiilor Hausdorff neregulate.
Există multe situații în care o altă condiție a spațiilor topologice (cum ar fi paracompactitatea sau compactitatea locală) va implica regularitate dacă preregularitatea este satisfăcută. Astfel de condiții vin adesea în două versiuni: o versiune regulată și o versiune Hausdorff. Deși spațiile Hausdorff nu sunt în general regulate, un spațiu Hausdorff care este și (de exemplu) local compact va fi regulat, deoarece orice spațiu Hausdorff este preregulat. Astfel, dintr-un anumit punct de vedere, este preregularitatea, mai degrabă decât regularitatea, cea care contează cu adevărat în aceste situații. Cu toate acestea, definițiile sunt de obicei formulate în termeni de regularitate, deoarece această condiție este mai cunoscută decât preregularitatea.

## Variante
Termenii „Hausdorff”, „separat” și „preregulat” pot fi aplicați și unor astfel de variante ale spațiilor topologice precum spații uniforme, spații Cauchy și spații de convergență. Caracteristica care unește conceptul în toate aceste exemple este aceea că limitele șirurilor generalizate și filtrelor (atunci când există) sunt unice (pentru spații separate) sau unice până la nedistingerea topologică (pentru spații preregulate).
După cum se dovedește, spațiile uniforme și, în general, spațiile Cauchy, sunt întotdeauna preregulate, deci condiția Hausdorff în aceste cazuri se reduce la condiția T0. Acestea sunt totodată spațiile în care completitudinea are sens, iar condiția Hausdorff este un însoțitor firesc al completitudinii în aceste cazuri. Mai exact, un spațiu este complet dacă și numai dacă fiecare șir generalizat Cauchy are cel puțin o limită, în timp ce un spațiu este Hausdorff dacă și numai dacă fiecare șir generalizat Cauchy are cel mult o limită (deoarece numai șirurile generalizate Cauchy pot avea limite în primul rând).

## Algebre de funcții
Algebra funcțiilor continue (reale sau complexe) pe un spațiu Hausdorff compact este o C*-algebră comutativă și, reciproc, din teorema Banach-Stone se poate recupera topologia spațiului din proprietățile algebrice ale algebrei sale de funcții continue. Acest lucru conduce la geometria necomutativă, unde se consideră C*-algebrele necomutative ca reprezentând algebre de funcții într-un spațiu necomutativ.